# Prionoscelia undulata
Prionoscelia undulata är en tvåvingeart som först beskrevs av Günther Enderlein 1924.  Prionoscelia undulata ingår i släktet Prionoscelia och familjen bredmunsflugor. Inga underarter finns listade i Catalogue of Life.